# Thorben Döding
Thorben Ole Döding (* 7. März 1999 in Cuxhaven) ist ein ehemaliger deutscher Basketballspieler.

## Laufbahn
Döding, dessen Vater Thorsten als Basketballtrainer unter anderem den Oldenburger TB sowie den SC Rist Wedel in der 2. Basketball-Bundesliga und Rot-Weiß Cuxhaven sowie den SC Rasta Vechta in der 2. Regionalliga betreute, begann in der Rasta-Jugend mit dem Basketballsport, spielte dann ab 2010 an der Nachwuchsakademie der EWE Baskets Oldenburg und ab 2012 in der Jugendabteilung der Artland Dragons in Quakenbrück. 2014 errang er mit Quakenbrück den deutschen U16-Meistertitel.
Im Laufe des Spieljahres 2015/16 kam Döding erstmals in der 2. Bundesliga ProB zum Einsatz, 2016/17 stand er nicht nur in der Jugend für die Quakenbrücker-Vechtaer Spielgemeinschaft, sondern dank einer „Doppellizenz“ auch für Rasta Vechtas zweite Herrenmannschaft in der Regionalliga auf dem Feld. Nachdem er in der Saison 2017/18 einen festen Platz in Quakenbrücks ProB-Aufgebot besaß und die Mannschaft im Sommer 2018 durch die Übertragung der Teilnahmeberechtigung des thüringischen Bundesliga-Absteigers Rockets in die 2. Bundesliga ProA aufrückte, gab Döding am ersten Spieltag der Saison 2018/19 seinen Einstand in der zweithöchsten deutschen Liga.
Im Sommer 2025 wurde Döding Co-Trainer des Zweitligisten UBC Münster und nahm in Münster zudem ein Hochschulstudium auf.

### Nationalmannschaft
Döding bestritt im Altersbereich U16 Länderspiele für Deutschland. Im Sommer 2015 gewann er mit der deutschen U16-Nationalmannschaft beim Europäischen Olympischen Jugendfestival in Tiflis die Bronzemedaille. Im selben Jahr nahm er mit der U16-Auswahl an der Europameisterschaft in Kaunas teil.